# Укара
Укара (Букара) (на английски: Ukara) е един от островите на Танзания, който се намира в югоизточната част на езерото Виктория с координати 1°50' ю.ш. и 33°03' и.д. Административно попада в регион Муанза, окръг Укереве. Разположен е на 10 km северно от остров Укереве, формата му е почти квадратна и заема площ от 77 km2. Островът е подчертано скалист, а централната му част е доста висока и се намира на 1152 m надморска височина. Населението му е 17 000 жители, които се издържат почти изцяло от риболов и селско стопанство.
Земеделието е интензивно с използване на изкуствени торове и е съсредоточено главно по бреговата ивица. Централната част на острова е необитаема, тежко ерозирала и заета с тревни площи. Крайбрежията на реките, които извират от централния връх и текат радиално, са заети със земеделски култури. До острова може да се достигне единствено по вода.
Името Укара на езика на местното население означава „Земя на духа и слънцето“ (У – земя, ка – дух, Ра – Слънце).

## Климат
Сезонните колебания в нивото на езерото почти не засягат Укара. Съществено значение за пълноводието на реките имат дъждовните сезони, които ги подхранват с изобилието си от валежи. Средногодишните валежи са 1570 mm, а температурите са равномерни през цялата година и се движат в границите 22 – 27 °C. Валежите са проливни, понякога бурни и дори опустошителни. Скоростта на ветровете варира между 4 и 8 m/s през юни и 2 – 4 m/s през януари.

## Население
Островът е населен от племето кара (бакара). Те обитават жилища с височина около 6 метра, с високи конусовидни покриви, покрити със слама. Обикновено вътре са разделени на две части, като в едната живеят хората, а в другата – домашните животни.
Мъжете са купували съпругите си от техните семейства. Средната цена е била около 10 кози и една или две мотики. Ако жената е работлива, мотиката трябвало да бъде особено качествена и с издължено острие. Понякога обаче цената е можело да падне и само до една мотика. Облеклото на жените се изработвало от овча и козя кожа, а накитите – от месинг. Мъжете са носели само набедрени превръзки, но са украсявали себе си с високи шапки.

## Бит и поминък
Цялата обработваема земя е частна собственост и поради недостига ѝ се използва всяко парче, годно за засаждане. Правото на собственост е изключително важно и строго се спазва от всички членове на обществото. Дори едно листо да падне, то принадлежи на собственика на дървото. Всяко зърно, сламка, тревичка си има собственик и неговото право се спазва от всички. Никой няма право да стъпи върху чужда земя, защото може да отнесе със стъпалата си част от почвата, която не му принадлежи. Стига се дотам, че едно дърво например може да бъде разделено между няколко наследника – два клона на едното дете, три на другото и т.н. По традиция след смъртта на главата на семейството земята преминава във владение на най-възрастния син.
От земеделските култури се отглеждат главно просо, маниока, ориз и зеленчуци. Говедовъдството и отглеждането на кози и овце са добре развити, а успоредно с тях и отглеждането на фуражни растения. Тъй като почвата е глинеста и недостатъчно плодородна, населението внимателно събира, компостира и използва оборския тор, поради което успява да получи доста висока продуктивност. Едно семейство е в състояние да прекара 12 часа на ден за да обиколи и натори земеделските си площи. За да предпазят насажденията и дори оскъдните пасища от поражения от бурните дъждове, понякога кара издигат до тях каменни стени, които да спрат потока от прииждащата вода.
Жените изработват специални предпазни намордници за животните, за да ги предпазят от хранене с чужда трева или насаждения. Те могат да пасат единствено на земята на стопаните си. Козите и овцете живеят в домовете когато не са на паша, но когато ги водят на водопой задължително им слагат намордниците. Изплитат се от трева и слама, в двата края влакната се усукват и се връзват на тила на животното. Някои кози, за които се счита, че са приютили дух на някой от предците, се приемат за свещени и не им се слагат такива намордници. Вместо това им се закачва камбанка, която да оповестява на всички, че в козата живее духът на някой прародител.
На острова се намира малко находище от глина, която се ползва от местното население за направа на лули за пушене. От глината не се изработват домакински съдове, а се внасят от съседния остров Укереве или от близките райони на континента.

## Вярвания
На остров Укара се намира голяма скала, полупотопена в езерото, за която се вярва, че може да танцува. Нарича се „Танцуващият камък“. Според твърденията на местните хора, ако около нея се носи красива музика, скалата започва да се поклаща и да „танцува“. Произходът ѝ е свързан с легендата за двама братя. Те се скарали, единият побягнал, скочил върху скалата и изчезнал. Вторият се върнал и разказал всичко на близките си. Когато семейството и приятелите им дошли при скалата, открили отпечатъците на изчезналия. Посъветвали останалия брат да запее красива песен и когато това се случило, камъкът затанцувал. Сега тази скала е едно от най-посещаваните места от туристите, пристигнали на острова.
Раждането на близнаци се е приемало като нещастие за семейството. Първо местният шаман е трябвало да изтегли лошите духове. След това бащата имал задължението да сложи двете деца в голям глинен съд, да ги покрие с бананови листа и да ги отнесе на определено место под група храсти или дървета, където обикновено вече присъствали и други подобни по-стари „саркофази“.